# Bentornato fantasma
Bentornato fantasma (Hello Again) è un film commedia statunitense del 1987 diretta e prodotta da Frank Perry, scritta da Susan Isaacs con protagonista Shelley Long.

## Trama
L'ingenua casalinga Lucy, moglie del chirurgo estetico Jason Chadman, si fa leggere le carte dall'eccentrica sorella Zelda. Proprio mentre Zelda esclama che sta per succedere qualcosa, Lucy muore soffocata da una polpetta di pollo sudcoreana.
Il dolore per la perdita di Lucy cede alla speranza di fronte a un evento soprannaturale. Un giorno Zelda riceve un libro di incantesimi intitolato "The Wisdom of Catagonia". Nel libro Zelda trova un incantesimo che richiede una perfetta tempistica astronomica: la Luna, la Terra e Sirio devono formare un triangolo isoscele perfetto. A un anno dalla scomparsa, Zelda esegue l'incantesimo e Lucy riappare improvvisamente.
Lucy inizia a riprendere confidenza con la vita e con la sua famiglia. Scopre che il marito, rimasto vedovo, ha venduto la loro casa ed ha sposato Kim, la sua avida e manipolatrice amica del college, e che il figlio Danny, appassionato di cucina, ha aperto un ristorante e si è sposato, invece di andare alla Columbia. Quando torna all'ospedale in cui è morta, il medico del pronto soccorso che aveva cercato di rianimarla inizia a innamorarsi di lei. Zelda confida al diffidente dottore che, in caso Lucy non dovesse trovare il vero amore entro la prossima luna piena, dovrà tornare nel mondo degli spiriti. 
La stampa scopre che Lucy è tornata dalla morte e inizia a perseguitare lei, la sua famiglia e l'ospedale in cui lavora il medico del pronto soccorso. Kim diventa gelosa dell'attenzione che Lucy sta ricevendo dai media e dall'arrivista Jason. Tiene una conferenza stampa e dice ai media che Lucy si è inventata tutto, sostenendo che Lucy avesse usato una sostanza per fingere la propria morte. Lucy decide però di non difendersi, poiché vede questa come un'opportunità per liberare se stessa e i suoi amici dalla persecuzione dei media. Invece, il dottore viene licenziato, il negozio di occultismo di sua sorella viene vandalizzato e la collettività inizia a diffidare di lei. Decide di porre quindi fine alla debacle una volta per tutte ingannando Kim per farle involontariamente ammettere di aver mentito ai media nel corso di una festa mondana che l'ospedale dove lavora Jason sta organizzando. Lucy, il dottore e la sua famiglia se ne vanno felici. 
Mentre scorrono i titoli di coda, vediamo che sia Lucy che Zelda si sposano e hanno figli con i loro nuovi amori.

## Distribuzione
Bentornato fantasma è stato distribuito nelle sale americane dalla Touchstone Pictures il 6 novembre 1987. Il film ha debuttato al secondo posto dei botteghini americani, guadagnando 5.712.892 $  nel weekend di apertura e raggiungendo l'incasso di 20.419.446  $ nella sua intera distribuzione. È uscito nella sale italiane nel 1988 e pubblicato in videocassetta a dicembre dello stesso anno. Il film verrà poi pubblicato per la prima volta in DVD in Francia nel 2003 e negli Stati Uniti e in Germania nel 2004. Nonostante la Buena Vista Home Entertainment non abbia mai pubblicato il DVD in Italia, la versione tedesca contiene anche il doppiaggio italiano. Nel 2019, il film viene pubblicato anche in Blu-ray Disc.